# Pappea capensis
Pappea capensis är en flockblommig växtart som beskrevs av Otto Wilhelm Sonder och William Henry Harvey. Pappea capensis ingår i släktet Pappea och familjen flockblommiga växter. Inga underarter finns listade i Catalogue of Life.

## Bildgalleri

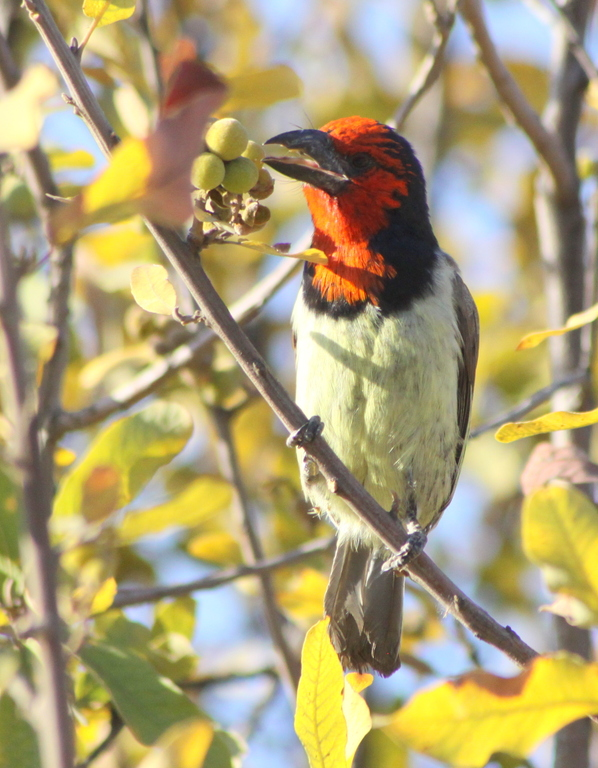
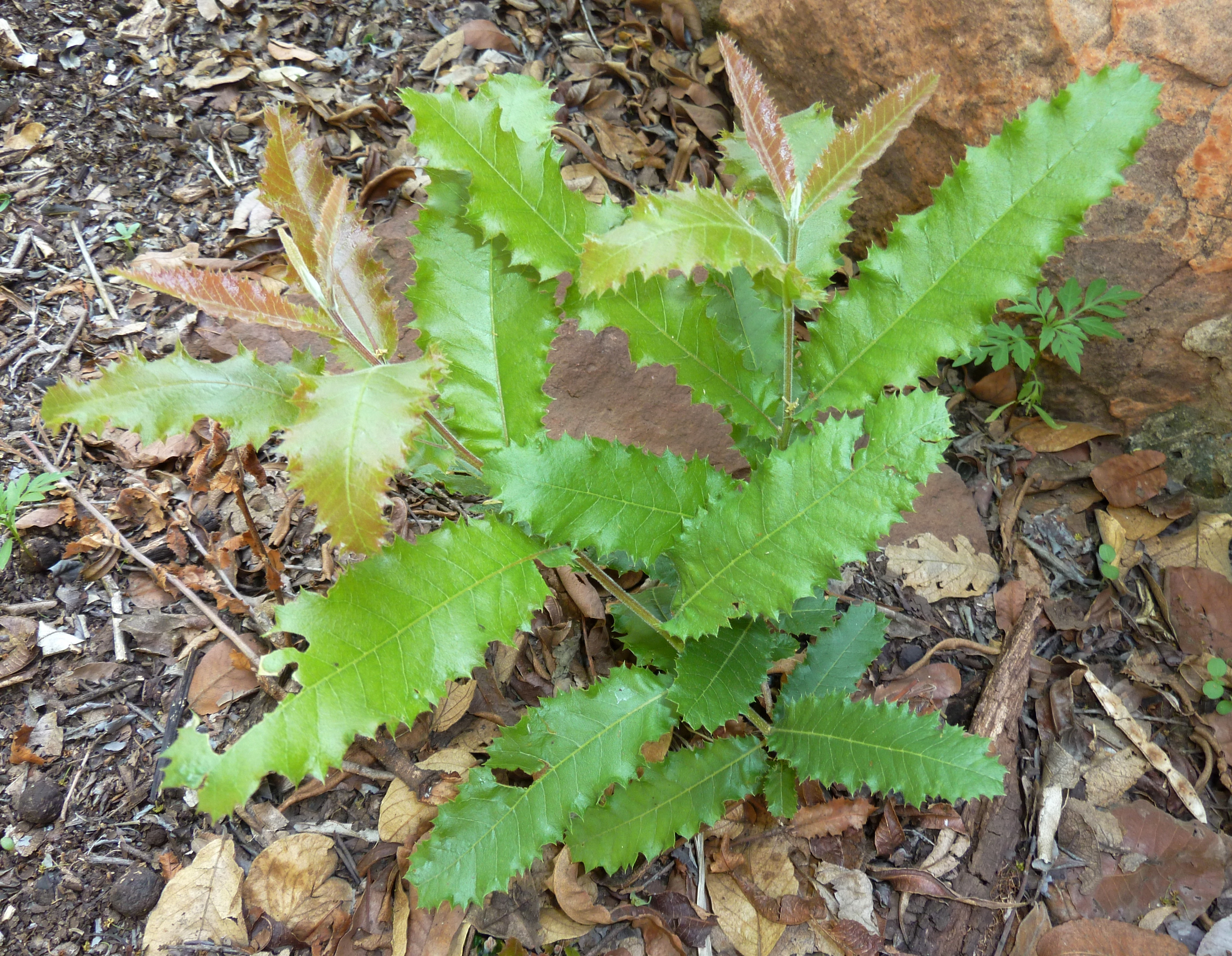